# The Brondesbury Tapes
Albums de Giles, Giles & Fripp
The Cheerful Insanity of Giles, Giles & Fripp
(1968)
The Brondesbury Tapes (1968) est une compilation du groupe Giles, Giles & Fripp, futur King Crimson, regroupant divers titres enregistrés à Brondesbury Road entre 1967 et 1968 avec Judy Dyble et Ian McDonald. En 2001, parait aussi un disque uniquement disponible en vinyle intitulé Metamorphosis, dont le contenu diffère quelque peu de The Brondesbury Tapes. On y retrouve évidemment le même personnel que sur l'autre album, Judy Dyble est présente sur deux chansons, Murder et Make it today part two. Ian McDonald chante aussi sur I talk to the wind, et Michael Giles fait les chœurs.

## Titres
1. Hypocrite (Peter Giles) – 3:41
2. Digging My Lawn (Peter Giles) – 1:58
3. Tremelo Study in a Major (Spanish Suite) – 1:41
4. Newly Weds (Peter Giles) – 1:52
5. Suite No. 1 (Robert Fripp) – 5:34
6. Scrivens (Peter Giles) – 2:15
7. Make It Today part 1 (Ian McDonald, Peter Sinfield) – 3:26
8. Digging My Lawn (Peter Giles) – 1:55
9. Why Don't You Just Drop In (Robert Fripp) – 3:40
10. I Talk to the Wind (McDonald, Sinfield) – 3:17
11. Under the Sky (McDonald, Sinfield) – 3:53
12. Plastic Pennies (Robert Fripp) – 2:18
13. Passages of Time (Robert Fripp) – 3:32
14. Under the Sky (McDonald, Sinfield) – 2:49
15. Murder (Peter Giles) – 2:41
16. I Talk to the Wind (McDonald, Sinfield) – 3:15
17. Erudite Eyes (Robert Fripp) – 6:46
18. Make It Today part 2 (McDonald, Sinfield) – 4:46
19. Wonderland (Robert Fripp) – 6:08
20. Why Don't You Just Drop In (Robert Fripp) – 3:42
21. She Is Loaded (Peter Giles) – 3:12

## Musiciens
- Judy Dyble - chant
- Robert Fripp - guitare, piano
- Peter Giles - basse, chœurs
- Ian McDonald - clarinette, flûte, saxophone, piano, chœurs
- Michael Giles - batterie, chœurs